# Souvlaki

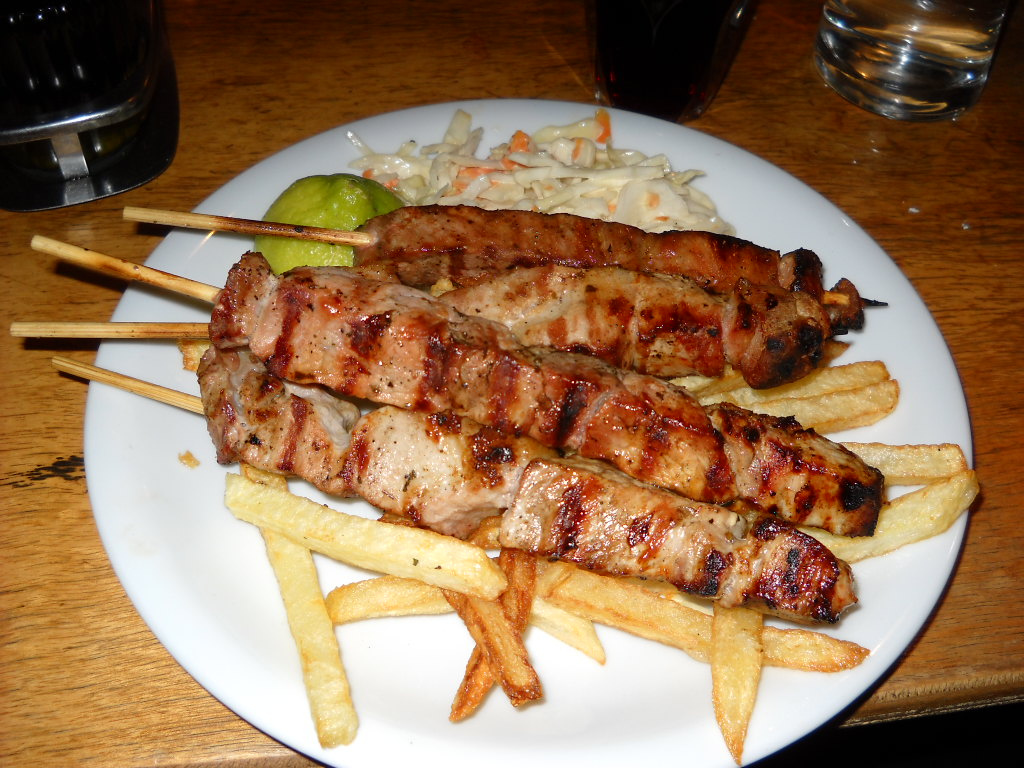
Souvlaki

Souvláki (auch Souflaki, griechisch σουβλάκι) ist ein gegrillter Fleischspieß der griechischen Küche.

## Etymologie und Herkunft
Souvlakia ist die Mehrzahl von souvlaki, eine Ableitung von souvla, was „Bratspieße“ bedeutet. Die griechische Pluralform souvlakia wird oft synonym verwendet. In Athen wird das Gericht Kalamaki genannt. Die Zubereitung von Fleischspießen war in Griechenland bereits vor 3000 Jahren gängig. Das Gericht in seiner heutigen Ausprägung und unter seinem heutigen Namen ist erstmals für die späten 1960er-Jahre nachweisbar.

## Zubereitung
Das Gericht besteht aus in Oregano, Salz, Pfeffer und Zitronensaft eingelegtem Schweinefleisch, das nach dem Marinieren auf Holzspieße gesteckt und über Holzkohlenglut gegrillt wird. Teilweise wird für Souvláki auch Lamm- oder Hähnchenfleisch verwendet.
In Griechenland wird Souvláki in größeren Orten und Städten am Imbiss und in Fast-Food-Restaurants angeboten. Souvláki wird in Griechenland entweder „pur“ genossen, am Holzspieß, meist mit etwas Zitronensaft, Salz, Oregano und einer Scheibe Weißbrot, oder unter der Bezeichnung „Souvlaki-Pita“ als Handgericht serviert: ohne Holzspieß, in einem Pitabrot eingewickelt mit Tomaten, Zwiebeln, Tsatsiki und Pommes frites. Es ist jedoch auch als Tellergericht im Restaurant erhältlich.

## Varianten
In der türkischen Küche wird es mit mariniertem Lammfleisch, Tomaten und Paprika als Schisch Kebap verzehrt. In der zyprischen Küche werden der Marinade zerdrückte Wacholderbeeren zugegeben. In der serbischen und kroatischen Küche existiert ein vergleichbares Gericht mit dem Namen Ražnjići.